# Bat Chen
Bat Chen (hebr. בת חן) – izraelska wieś położona w samorządzie regionu Emek Chefer, w Dystrykcie Centralnym.
Leży na równinie Szaron w odległości 5 km na północny wschód od miasta Netanja, w otoczeniu moszawów Bitan Aharon, Giwat Szappira, Awichajil i Chawaccelet ha-Szaron.

## Historia
Osada została założona w 1967.

## Gospodarka
Gospodarka wioski opiera się na rolnictwie i sadownictwie.

## Komunikacja
Przy wiosce przebiega autostrada nr 2  (Tel Awiw–Hajfa) oraz droga nr 5710 , którą jadąc w kierunku zachodnim dojeżdża się do moszawu Chawaccelet ha-Szaron, natomiast jadąc na północ dojeżdża się do moszawu Bitan Aharon. Lokalna droga prowadzi do położonego na południowym wschodzie moszawu Giwat Szappira.